# عاصمه کاترجی
عاصمه کاترجی (بنگالی: অসীমা চট্টোপাধ্যায়؛ زاده ۲۳ سپتامبر ۱۹۱۷ درگذشته ۲۲ نوامبر ۲۰۰۶) یک سیاستمدار، شیمی‌دان و گیاه‌شناس اهل هند بود.